# 1978年宫城地震
1978年宫城地震是一次1978年6月12日发生于日本宫城县近海的地震。其地震规模为Ms 7.7级、Mj 7.4级，震源深度约44千米，最大烈度为8度（VIII）。此外，本次地震还引发了最大高度为60厘米的海啸。本次地震共造成28人遇难，1325人受伤。

## 构造背景
日本列岛地处欧亚大陆板块、北美洲板块、太平洋板块和菲律宾板块四个板块的交界处，是组成环太平洋火山地震带的一部分。太平洋板块、北美洲板块和欧亚大陆板块、菲律宾板块互相碰撞，使得日本列岛逐渐从海底突起，这使得日本附近地区火山、地震等自然灾害频发。而宫城县近海位于北美板块和太平洋板块的接壤处，是日本地震最频繁的地区之一。

## 烈度分布
下列表格仅记录震度4或以上的市区町村。
| 震度 | 都道府县 | 市区町村                   |
| 5    |          |                            |
| ---- | -------- | -------------------------- |
| 5    | 岩手县   | 大船渡市                   |
| 5    | 宮城县   | 仙台市宮城野区 石巻市      |
| 5    | 山形县   | 新庄市                     |
| 5    | 福島县   | 福島市                     |
| 4    | 岩手县   | 盛冈市 宮古市 一关通報所   |
| 4    | 山形县   | 酒田市 山形市              |
| 4    | 福島县   | 白河市 磐城市 会津若松市   |
| 4    | 北海道   | 带广市                     |
| 4    | 青森县   | 八户市                     |
| 4    | 秋田县   | 秋田市 鷹巣通報所          |
| 4    | 茨城县   | 水户市 石冈市              |
| 4    | 栃木县   | 日光市 宇都宫市            |
| 4    | 群馬县   | 前桥市                     |
| 4    | 埼玉县   | 熊谷市                     |
| 4    | 千叶县   | 銚子市 千叶市中央区 馆山市 |
| 4    | 東京都   | 千代田区 大岛町            |
| 4    | 神奈川县 | 横滨市中区                 |

## 影响
日本频发重大地震灾害，日本将地震灾害死者的死因分为两大类。一类是直接死，即因地震及其伴生的次生灾害，如火山、海啸、泥石流等砸压、窒息、休克、火烧、溺水等直接造成的人员死亡；另一类是间接死，如震后居民的生活条件、生活环境突变，患病者病情恶化以及应激反应、过度疲劳、自杀、孤独死、饥寒交迫等造成人员死亡。而1978年宫城地震所造成的人员死亡均属于前者，即直接死。本次地震共造成28人死亡、1325人受伤。受本次地震影响，震中距较小地区的建筑物损坏程度较大，1183栋房屋被彻底摧毁，另有5574栋房屋被部分毁坏。这直接导致了1981年日本《建筑基准法》的修订。本次地震引发了最大高度为60厘米的海啸，但所幸没有造成伤亡。